# François Huber
François Huber (n. 2 iulie 1750, Geneva, Republica Geneva⁠(d) – d. 22 decembrie 1831, Lausanne, cantonul Vaud, Elveția), cunoscut și sub numele de „Francis” în publicațiile în limba engleză și „Franz” în publicațiile germane, a fost un entomolog elvețian care s-a specializat în albine. Munca sa de pionierat a fost recunoscută în toată Europa și bazată pe o observație amănunțită cu ajutorul mai multor asistenți din cauza orbirii sale.

## Viața

### Vața timpurie
François Huber s-a născut la Geneva la 2 iulie 1750 într-o familie bine respectată și înstărită de negustori și bancheri cu legături importante cu Geneva, Lyon și Paris. Familia Huber avea membri în cele mai înalte instituții din comunitatea locală și era legată de alte familii locale proeminente. Familia a adus contribuții semnificative la literatura științifică și teologică. Mătușa lui, Marie Huber, era cunoscută ca o scriitoare prolifică pe subiecte religioase și teologice, precum și ca traducătoare și simbolizată a The Spectator (Amsterdam, 3 vol., 1753). Tatăl său Jean Huber (1721–1786) a fost un membru proeminent al grupului de la Ferney. A fost un artist binecunoscut care a lăsat mai multe portrete ale lui Voltaire , care era un prieten apropiat. Era interesat și de șoimi, iar observațiile lui l-au determinat să publice pe acest subiect.

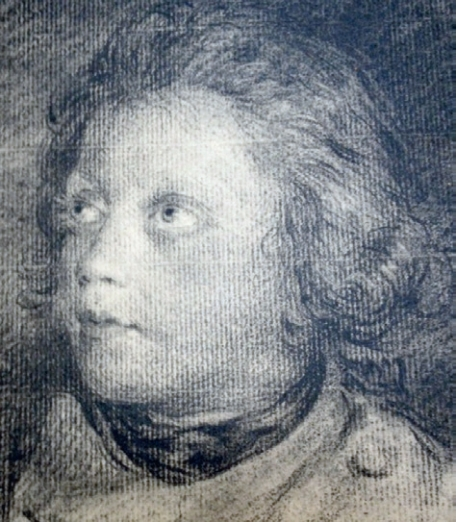
Portretul tânărului François Huber pictat de tatăl său, Jean Huber

Încă din copilărie, Francois a fost instruit atât în domeniul literaturii, cât și al istoriei naturale, o pasiune pe care a împărtășit-o cu tatăl său. A urmat cursurile Colegiului din Saussure, dar sănătatea sa s-a deteriorat curând. Vederea a început să i se deterioreze la vârsta de cincisprezece ani. Tatăl său a cerut ajutorul lui Théodore Tronchin pentru a-l trata. L-a trimis pe tânărul Huber în satul Stains lângă Paris pentru a-și reveni. Acolo, a trăit simpla existență a unui țăran departe de presiunea înaltei societăți. Tratamentul a avut un mare succes pentru sănătatea lui și și-a amintit cu drag despre viața simplă de acolo și despre ospitalitatea de-a lungul vieții sale.
Cu toate acestea, vederea lui a fost considerată incurabilă de către oculistul Venzel și se confrunta cu orbirea totală. Cu toate acestea, o cunoscuse deja pe Marie Aimée Lullin, fiica sindicilor din Republica Elvețiană. Amândoi fuseseră însoțitori în timpul dansurilor și crescuseră împreună. Tatăl ei a refuzat să consimtă la unirea lor din cauza orbirii sale, deoarece nu dorea ca averea lui să se termine în mâinile unui orb când fiica lui l-a moștenit. Cu toate acestea, Marie a refuzat să-l abandoneze pe François și a decis să aștepte până la vârsta de douăzeci și cinci de ani, când va fi legal în măsură să ia singură această decizie. Încă putea vedea lumina și interacționa cu ceilalți ca și cum ar putea vedea. Ulterior și-a pierdut complet vederea, dar de-a lungul vieții a spus: „Am văzut, am văzut cu ochii mei” când își amintea de tinerețe și când alții i-au descris lucruri.

### Căsătoria
Marie a rezistat presiunilor tatălui ei de a nu se căsători cu acest bărbat cu dizabilități. Ea a trebuit, însă, să aștepte să ajungă la majorat, în vârstă de 25 de ani la acea vreme, pentru a se căsători cu François. Ea a coborât la altar cu François pe 28 aprilie 1776 cu unchiul ei matern, M. Rilliet Fatio, și s-a căsătorit cu François Huber. Ea avea 25 de ani și 23 de zile. Alături de ea era o prietenă apropiată și confidentă, Louise Eléonore Brière de Candolle, mama lui Augustin Pyramus de Candolle. Mai târziu, Marie a împărtășit această poveste a căsătoriei ei cu tânărul om de știință, iar mai târziu, ea îl va onora și va povesti viața lui după moartea lui.
Marie a devenit cititorul lui, secretara lui și observatorul lui și a fost foarte atentă pentru a preveni orice jenă în public care ar fi putut apărea din cauza handicapului său. Această relație amoroasă puternică a fost observată de mulți, inclusiv de Voltaire care a menționat-o în corespondența sa și a fost inspirație pentru Madame de Staël când a descris familia Belmont în romanul ei Delphine.

### Cercetarea timpurie

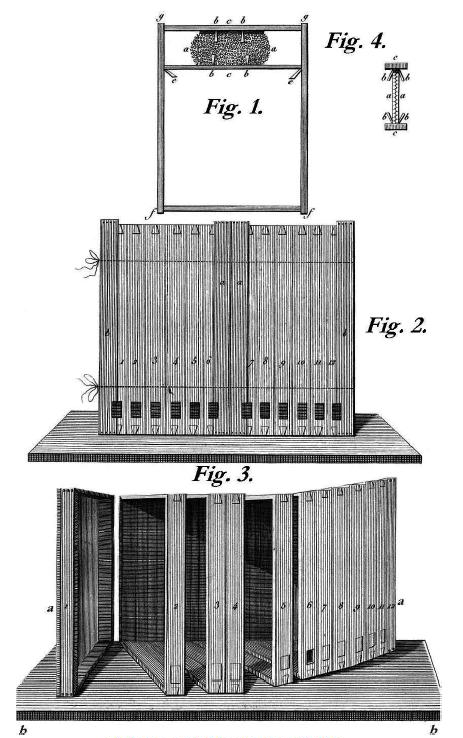
Stupul Folio al lui François Huber

A devenit interesat de albine după ce a citit lucrările lui René de Réaumur și Charles Bonnet. De asemenea, a avut o conversație cu acesta din urmă care avea sediul tot la Geneva. Curiozitatea sa s-a concentrat pe istoria acestor insecte. Dorința lui inițială a fost să verifice unele fapte și apoi să completeze informațiile lipsă. De vreme ce acum era orb, trebuia să se bazeze pe ajutorul altora. Aceasta a inclus soția sa, dar și servitorul său François Burnens, care era pe deplin devotat stăpânului său. François Burnens (1760–1837) a fost fiul țăranilor din Oulens-sous-Échallens din Cantonul Vaud care au sosit în 1780. Huber l-a învățat cum să observe și l-a îndrumat prin întrebări. Și-a valorificat amintirile din tinerețe și mărturiile soției și prietenilor lui.
Prin „observația” sa, el a descoperit că regina albină nu s-a împerecheat în stup, ci în aer și a detaliat modul în care momentul acestui eveniment a fost esențial. El a confirmat, de asemenea, descoperirea lui A. M. Schirach conform căreia albinele sunt capabile să transforme ouăle în mătci prin utilizarea hranei (lăptișor de matcă) și că albinele lucrătoare pot, de asemenea, să depună ouă. El a descris bătăliile dintre regine, uciderea trântorilor la sfârșitul verii și ce se întâmplă când o regină este înlocuită cu o regină nou introdusă. De asemenea, a demonstrat că albinele își foloseau antenele pentru a comunica. El a analizat dimensiunile celulelor și modul în care acestea influențează forma insectelor, modul în care larvele învârt mătasea pentru a-și face coconii. El a arătat că reginele sunt oviparite. El a analizat modurile în care s-au format roiurile și a fost primul care a furnizat o istorie biologică precisă a coloniilor de albine.
Aceste observații au fost făcute folosind un nou tip de stup în care fiecare fagure avea laturi de sticlă, pe care le-a dezvoltat Huber; acești stupi au fost strămoșii stupilor noștri moderni de observație. Până atunci, stupii fuseseră circulari și făcuți din paie. Acești noi stupi s-au deschis ca niște cărți, fiecare cadru fiind vizibil pentru observații. Acestea au permis echipei să observe albinele și să le urmeze în jur. Aceste descoperiri nu ar fi fost posibile fără abilitățile și curajul lui François Burnens, care s-a angajat pe deplin să descopere adevărul. Se spune că s-ar confrunta cu atacurile unui întreg stup doar pentru a afla un fapt.

### Prima publicare

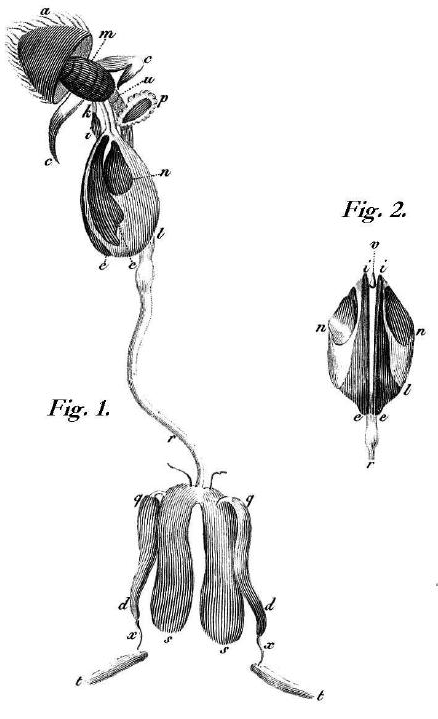
Organele trântorului — ilustrat de Pierre Huber

Rezultatele acestor observații au fost publicarea franceză Nouvelles Observations sur les Abeilles („Noi observații asupra albinelor”) la Geneva în 1792. Volumul de 800 de pagini era alcătuit din scrisorile pe care François le trimisese lui Charles Bonnet, care se întâmpla să fie unchiul său. A fost tradusă în engleză în 1806, și în germană. A fost foarte bine primit de comunitatea științifică nu doar datorită descoperirilor, ci și pentru că depășise o astfel de dizabilitate. De asemenea, a fost binevenit de majoritatea academiilor europene, în special de Academia Franceză de Științe. A influențat alți oameni de știință, inclusiv renumitul naturalist Charles Darwin, care a deținut o copie și a făcut un comentariu al cărții în faimosul său Despre originea speciilor. El îl mai menționează pe Pierre Huber.

Poetul Jacques Delille în Cântarea VII, Regnul Animal a celebrat orbirea și descoperirea lui Huber:
Enfin, de leur hymen savant dépositaire,

L'aveugle Huber l'a vu par les regards d'autrui
 
Et sur ce grand problème un nouveau jour a lui..

### Cercetări suplimentare
A început să studieze ceara și producția ei. Se speculase fără dovezi suficiente că ar proveni din miere. El explicase deja originea propolisului și a putut determina prin observație cu Burnens că ceara a ieșit dintre inelele abdomenului sub formă de foi laminate. Aceste descoperiri inițiale au fost publicate în Premier Mémoire sur l'origine de la Cire („Primele memorii despre originea cerii”) în 1804.
Burnens a plecat în 1795 pentru a se întoarce în satul său. Acolo s-a căsătorit și a devenit fermier și judecător local. Marie-Aimée l-a asistat pe Huber, dar a început și să-și antreneze fiul, Pierre Huber. Și-a început ucenicia la tatăl său ca observator. Va continua să-și publice propriile cărți, nu despre albine, ci despre furnici. Cu acest nou asistent alături, a putut să-și continue cercetările și, în 1814, a publicat o a doua ediție, editată parțial de fiul său. Alte descoperiri despre ceară au fost publicate în a doua sa ediție. Huber a fost ajutat și de Christine Jurine, care a disecat albinele pentru el și a descoperit ovarele albinelor lucrătoare.
El a studiat daunele cauzate de Sphinx atropos în stupi și a analizat problema mirosului și importanța acestuia în stup. De asemenea, a studiat sistemul respirator al albinelor. El a reușit să demonstreze că albinele consumă oxigen ca și alte animale. Acest lucru a pus întrebarea cum au supraviețuit cu o populație atât de mare în stupi închiși, cu doar o mică intrare pentru aer curat. El a putut dovedi pentru prima dată că albinele și-au folosit aripile pentru a circula aerul, creând o ventilație adecvată. Pentru a analiza aerul, a lucrat cu Jean Senebier, un alt om de știință de la Geneva care cerceta această întrebare cu privire la legume. Cei doi s-au împrietenit și au publicat Mémoires sur l'Influence de l'Air et de Diverses Substances Gazeuses dans la Germination de Différentes Graines („Memorii despre influența aerului și a diverselor substanțe gazoase asupra Germinări a diferitelor semințe) în care au demonstrat nevoia de oxigen în germinare.

### Ultimii ani
Francois Huber și-a petrecut ultimii ani în Lausanne fiind îngrijit de fiica sa, Marie Anne de Molin. Și-a continuat o parte din cercetările sale și a rămas curios. El a fost interesat de descoperirea albinelor fără înțepături în apropiere de Tampico în Mexic de către căpitanul Hall. Profesorul Prevost i-a dat câteva mostre și mai târziu o colonie plină. Se spunea că și-a păstrat capacitatea mentală până la capăt. Cei care i-au fost apropiați au spus că este iubitor și iubit până la capăt. Pe 20 decembrie i-a scris unui prieten: 
Există o vreme când este imposibil să rămâi neglijent; este, atunci când ne despărțim treptat unul de celălalt, putem dezvălui celor pe care îi iubim, tot ceea ce ne-au inspirat stima, tandrețea și recunoștința față de ei. […] Numai vouă vă spun că resemnarea și seninătatea sunt binecuvântări care nu au fost refuzate.

A murit două zile mai târziu, pe 22 decembrie 1831, în brațele fiicei sale.